# Luca Cereda
Luca Cereda (* 7. September 1981 in Bellinzona) ist ein ehemaliger Schweizer Eishockeyspieler und heutiger Trainer. Er wurde mit dem SC Bern 2004 Schweizer Meister. Mit der Schweizer Nationalmannschaft nahm er an zwei Weltmeisterschaftsturnieren teil. Seit 2017 ist er Cheftrainer des HC Ambrì-Piotta.

## Karriere
Luca Cereda begann seine Karriere als Eishockeyspieler in der Nachwuchsabteilung des HC Ambrì-Piotta, in dessen Profimannschaft er als 17-Jähriger 1998 in der Nationalliga A debütierte. Bereits zuvor hatte er einige Spiele in der Herrenmannschaft des unterklassigen GDT Bellinzona absolviert. Beim NHL Entry Draft 1999 wurde er in der ersten Runde als insgesamt 24. Spieler von den Toronto Maple Leafs ausgewählt. Zunächst spielte er jedoch ein Jahr lang weiter für Ambri-Piotta. Zwar wurde er beim CHL Import Draft 2000 von den Ottawa 67’s aus der Ontario Hockey League gezogen, verpasste aber die Saison 2000/01, nachdem im Trainingscamp der Maple Leafs bei ihm ein Herzklappenfehler festgestellt worden war und er operiert werden musste. So wechselte er erst 2001 nach Nordamerika. Dort lief er knapp drei Jahre für die St. John’s Maple Leafs, Torontos Farmteam, in der American Hockey League auf. Wenige Spieltage vor den Playoffs 2004 kehrte er in die Schweiz zurück und konnte zum Saisonende mit dem SC Bern den Schweizer Meistertitel erringen. Auch in der Folgesaison spielte er für die Hauptstädter. 2005 kehrte er zu seinem Stammverein zurück, wo er bereits 2007 auf ärztliches Anraten wegen seines Herzklappenfehlers seine Karriere beendete.

### International
Cereda vertrat sein Heimatland erstmals bei der U18-Europameisterschaft 1998. Es folgten im Juniorenbereich weitere Auftritte bei der U18-Weltmeisterschaft 1999, als er zweitbester Vorlagengeber nach dem Slowaken Marián Gáborík war, sowie bei den U20-Junioren-Weltmeisterschaften 1999 und 2000.
Seinen ersten Weltmeisterschaftsauftritt im Schweizer A-Team bestritt er im Rahmen der Weltmeisterschaft 2003 in Finnland. Ein Jahr später nahm er an der Weltmeisterschaft 2004 in Tschechien teil.

### Trainer
Nach dem Ende seiner Spielerkarriere verlegte sich Cereda auf die Trainertätigkeit. 2008 wurde er Trainerassistent seines Heimatklubs HC Ambrì-Piotta und verantwortete ab 2010 die Arbeit bei der U20 des Klubs als Cheftrainer. 2016 führte er das Farmteam des Klubs, den HC Biasca 3 Valli, in die National League B, wo er die Mannschaft unter ihrer neuen Bezeichnung HCB Ticino Rockets ein weiteres Jahr betreute. Seit 2017 ist er Cheftrainer des HC Ambrì-Piotta in der National League. Mit dem Klub gelang ihm der Sieg beim Spengler Cup 2022.
Neben seiner Vereinstätigkeit gehört Cereda von Zeit zu Zeit auch zum Trainerstab von Auswahlmannschaften der Swiss Ice Hockey Federation bei internationalen Turnieren.

## Erfolge und Auszeichnungen
- 2004 Schweizer Meister mit dem SC Bern
- 2016 Aufstieg in die National League B mit dem HC Biasca 3 Valli (als Trainer)
- 2022 Gewinn des Spengler Cups mit dem HC Ambrì-Piotta (als Trainer)